# Cerolleiro
Cerolleiro (oficialmente, en eonaviego, El Ceroyeiro) es una aldea de la parroquia de Balmonte, concejo de Castropol, en la comarca del Eo-Navia, Principado de Asturias, España.